# Barão de Nova Sintra

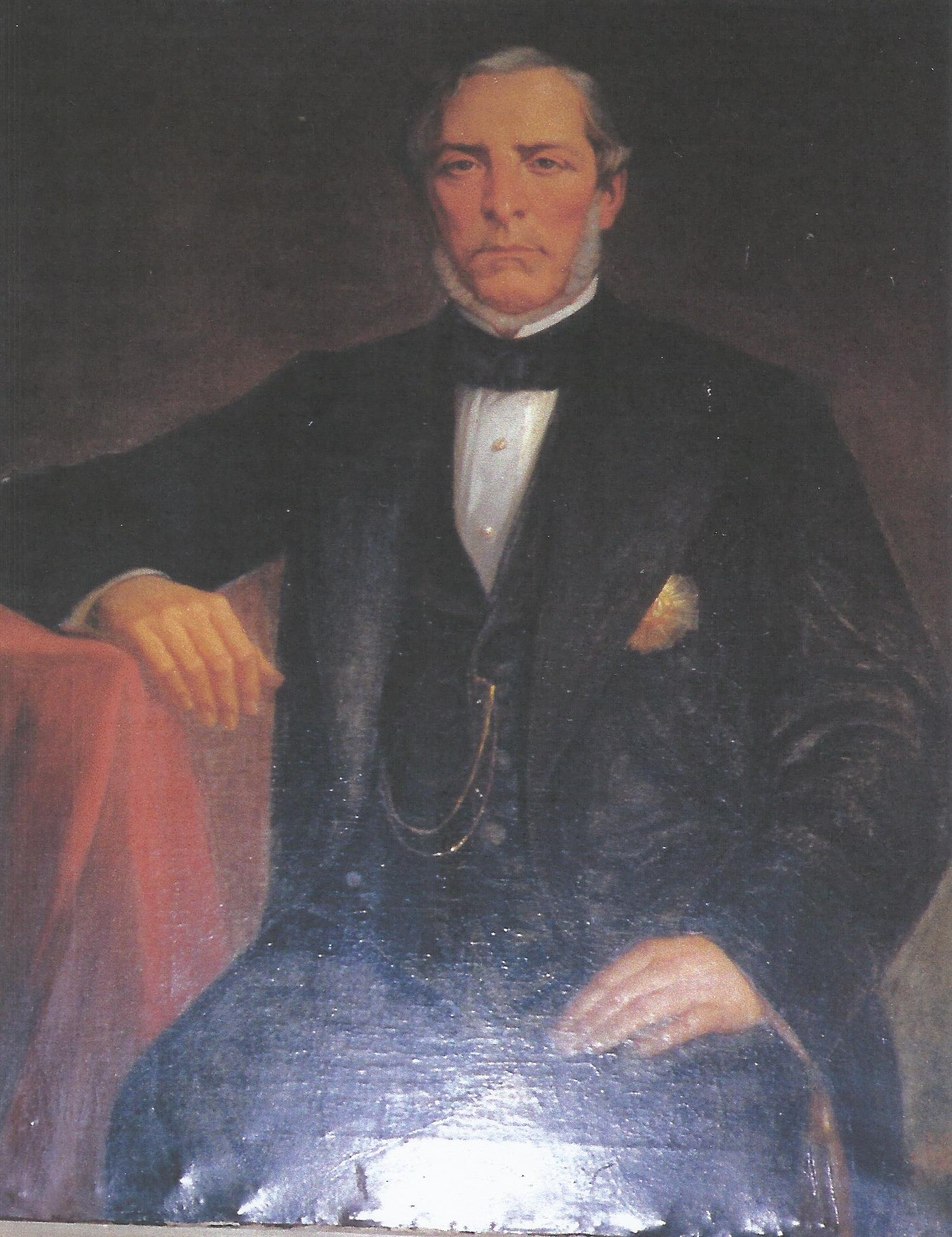
Fotografia do retrato a óleo do Barão de Nova Sintra

Barão de Nova Sintra (Nova Cintra na grafia da época) é um título nobiliárquico criado por D. Luís I de Portugal, por Decreto de 8 de Março de 1862, em favor de José Joaquim Leite Guimarães.
Titulares
1. José Joaquim Leite Guimarães, 1.º Barão de Nova Sintra.

José Joaquim Leite Guimarães nasceu a 21 de Julho de 1808 na freguesia de S. João de Pencelo, próxima de Guimarães. Era filho legítimo do proprietário da Casa de Sapos, António José Leite de Faria, e de Custódia Maria de Machado.
Os avós paternos, Francisco Leite de Faria, e Ana Francisca, eram naturais da freguesia de Tagilde, concelho de Guimarães; eram proprietários do Casal de Arriconha, em Tagilde, comprado aos fidalgos da Casa da Silva, Barcelos.
Os avós maternos, Domingos Machado e Joana Leite, eram naturais de S. João de Pencelo, proprietários por herança.
Tinha dois irmãos mais velhos, Domingos (com vasta fortuna, foi agraciado com o título de Cavaleiro da Ordem de Cristo. Casou, teve dois filhos e faleceu antes do barão de Nova Sintra) e António (que fez avultada fortuna no Brasil; nessa época foi-lhe imposta a Comenda da Ordem da Rosa; já em Portugal, residiu na Quinta Beau Séjour, em Benfica, Lisboa. Foi-lhe concedido o título de Barão da Glória por decreto e carta de D. Maria II. Não casou.) e duas irmãs mais novas, Maria Leite Guimarães (que permaneceu solteira) e Joana Leite Guimarães (que viveu sempre na casa onde nasceu; casou e teve uma filha.).
Aos onze anos foi para a cidade do Porto, onde se empregou como caixeiro numa casa de comércio de lãs. Ali trabalhou até aos dezassete anos. Foi, então, para o Brasil, onde já se encontrava o seu irmão António e inicia carreira numa casa de fazendas no Rio de Janeiro. Em 1831 tomou parte de uma firma comercial no Rio Grande do Sul. Gravemente ferido na luta contra os republicanos designada Guerra dos Farrapos, que decorria nessa cidade, regressa ao Rio de Janeiro e constitui sociedade com o irmão António. A sociedade prosperou até 1837, tendo sido uma das maiores do género no Rio de Janeiro. Em 1846 desfaz a sociedade e regressa ao Rio Grande do Sul. O seu sócio, Luis António da Silva Guimarães foi procurador de todos os bens do barão de Nova Sintra no Brasil, após o seu regresso a Portugal. Em 1847 decidiu viajar pelas províncias do Norte.
Casou duas vezes. A primeira, em 1820, com D. Mariana Casal Ramos, brasileira, de Porto Alegre, que falece em 1845. Deste matrimónio teve dois filhos que faleceram em tenra idade.

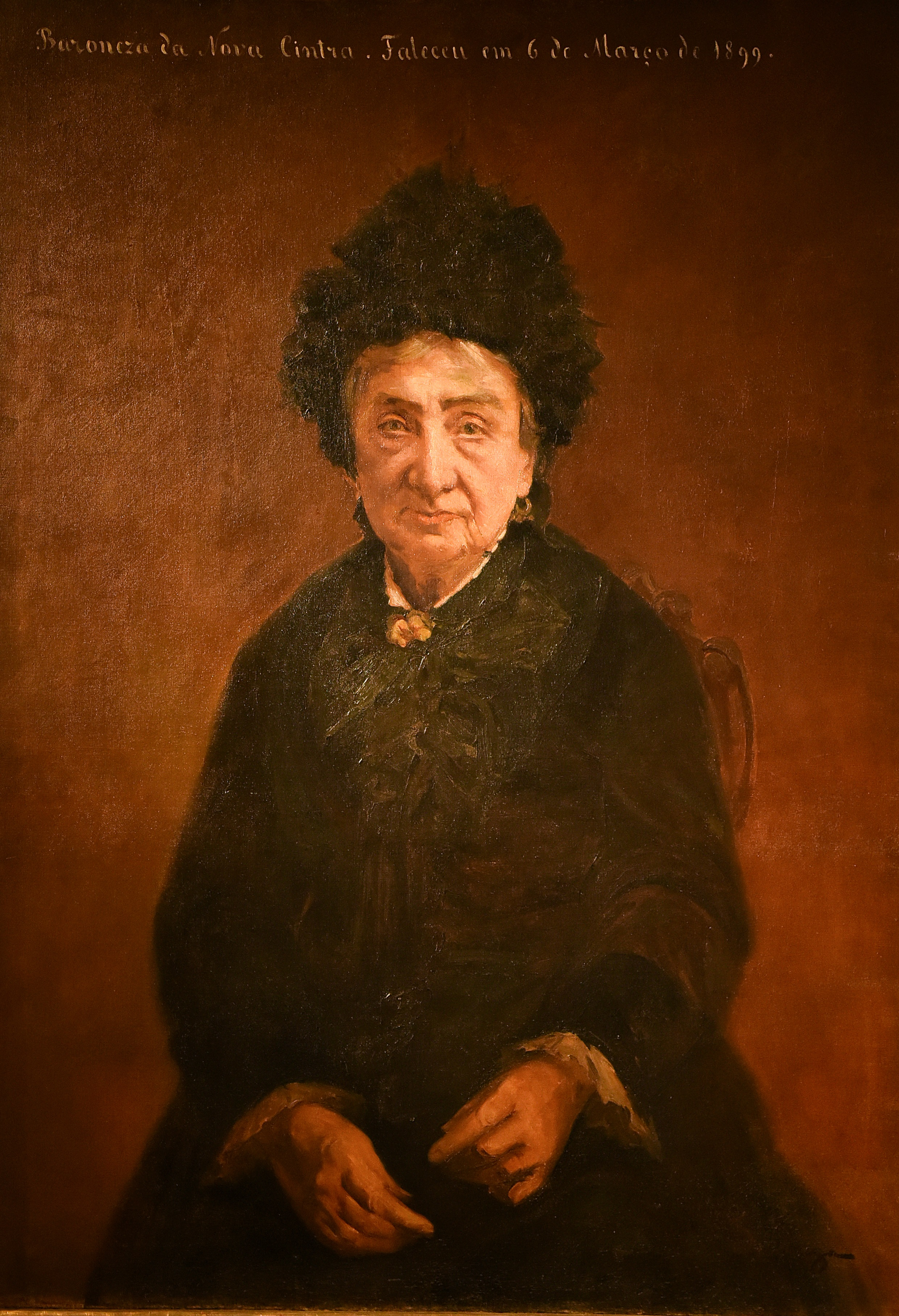
Retrato da Baronesa de Nova Sintra, D. Albina Augusta de Araújo, de Sofia Martins de Souza (Museu da Misericórdia do Porto)

Casou pela segunda vez com D. Albina Augusta de Araújo, no Rio de Janeiro. Era portuguesa e sobrinha do Visconde de Araújo, rico comerciante. Deste casamento nasceu uma filha que foi vítima de um incêndio. Profundamente magoado, separou-se da esposa, que se recolheu no convento de Santa Ana, Viana do Castelo, só de lá saindo dois meses após o falecimento do barão. No testamento pode ler-se que "… o que veio ao meu casal… foi a quantia de doze contos setecentos e noventa e seis reis… por falecimento de seu pai…" Deste modo, as afirmações de que o barão havia enriquecido eventualmente por casamento apenas se poderão referir ao primeiro casamento.
Aos quarenta e dois anos, senhor de grande fortuna, regressou a Portugal.
Viajou pelos países mais desenvolvidos da Europa. Visitou a Exposição Universal de Londres, visita a França e Espanha. Regressado à cidade do Porto, (ainda compra a Quinta de Nova Sintra, em Lisboa), volta a partir, percorrendo vários países europeus. Fixa residência em Paris, onde funda uma casa de comissões, que mantém até 1855, ano em que regressa, vivendo na Ericeira e, depois, em Lisboa. Foi da quinta que teve em Lisboa que retirou o título honorífico de barão de Nova Sintra. A quinta chamava-se, inicialmente, quinta de Santa Rita; situada em Carriche, zona de veraneio de famílias abastadas. Não há a certeza acerca dos motivos que levaram o barão a fazer tais compras, mas António Mendes sugere hesitação entre viver perto de amigos em Lisboa, ou no Porto, perto da família. Apesar de decidir, por fim, viver no Porto, nunca se desfez da Quinta de Nova Sintra. Diz o seu testamento "Deixo mais à Santa Casa da Misericórdia do Porto a minha quinta denominada de Nova Sintra, na proximidade de Lisboa, da qual tirei o meu título de barão, com a obrigação de dar o líquido rendimento de que já há muito goza minha prezada cunhada… com sobrevivência dela para seu filho… com mais a condição de em tempo algum lhe poder ser mudada a designação…".

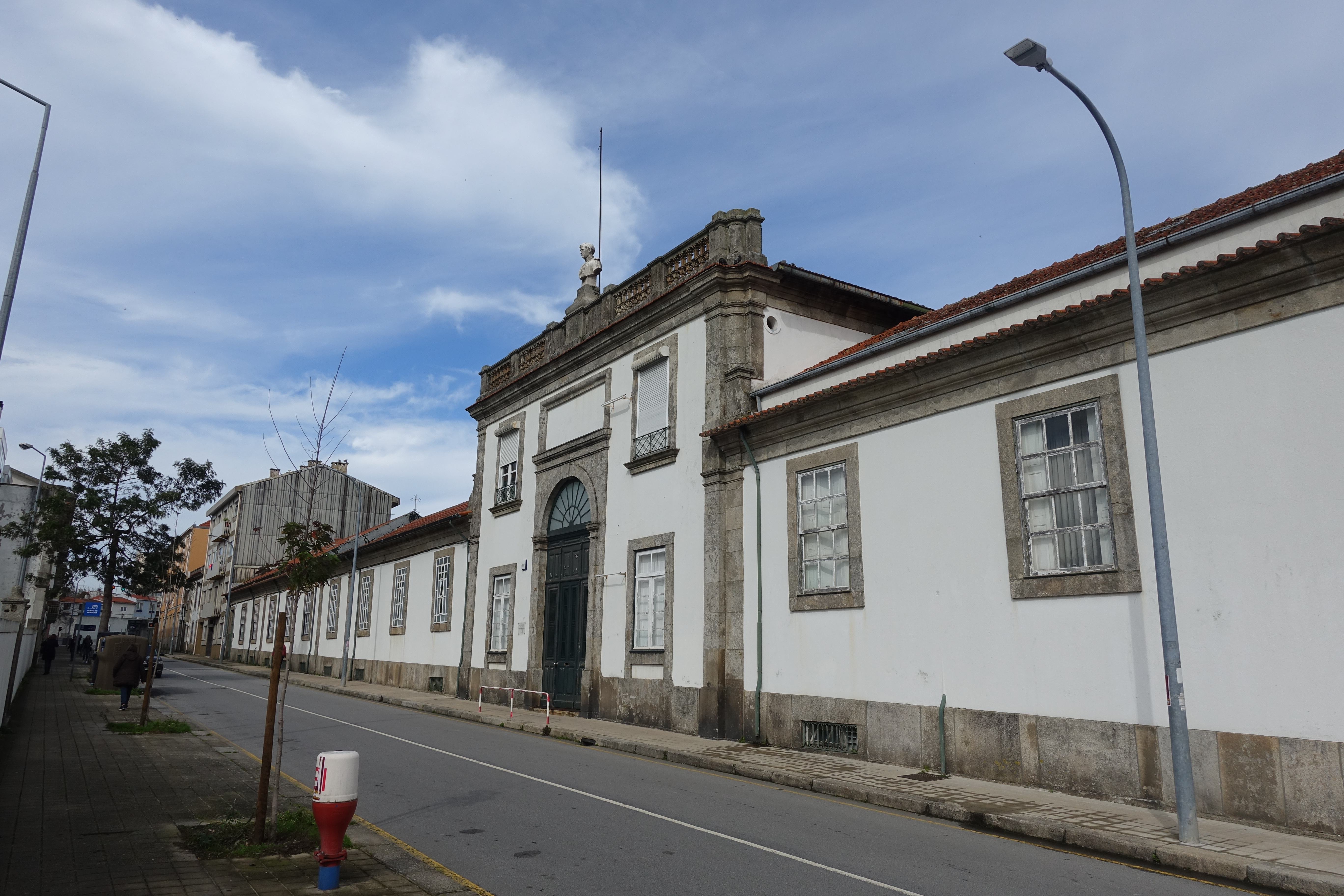
Fachada do Colégio Barão de Nova Sintra

De regresso a Portugal, adquire várias habitações em decadência e manda-as reconstruir com as mais avançadas técnicas de fornecimento de água e de gás natural, reservando espaços para jardim. Assim fez à sua habitação principal designada Casa Grande, na Praça da Batalha, no Porto.
Tanto no Brasil como em Portugal, os seus negócios prosperaram; associou-se à fundação de vários bancos e empresas e foi convidado a colaborar em empreendimentos, dos quais se destaca ter sido um dos propulsores da Exposição Internacional, que decorreu entre 1865 e 1866 no Palácio de Cristal. A sua atuação humanitária foi constante e coerente, embora tivesse grande oposição da Câmara do Porto à sua atuação, vinda sobretudo do Visconde de Lagoaça.
Possuiu uma Fábrica de Sericultura, cujos produtos, de grande qualidade, foram premiados em várias exposições, tendo recebido a medalha de prata e bronze na Exposição Universal de 1867 (Paris - França).
O Colégio Barão de Nova Sintra terá sido uma das suas maiores obras, tendo perdurado por doação à Santa Casa da Misericórdia do Porto.

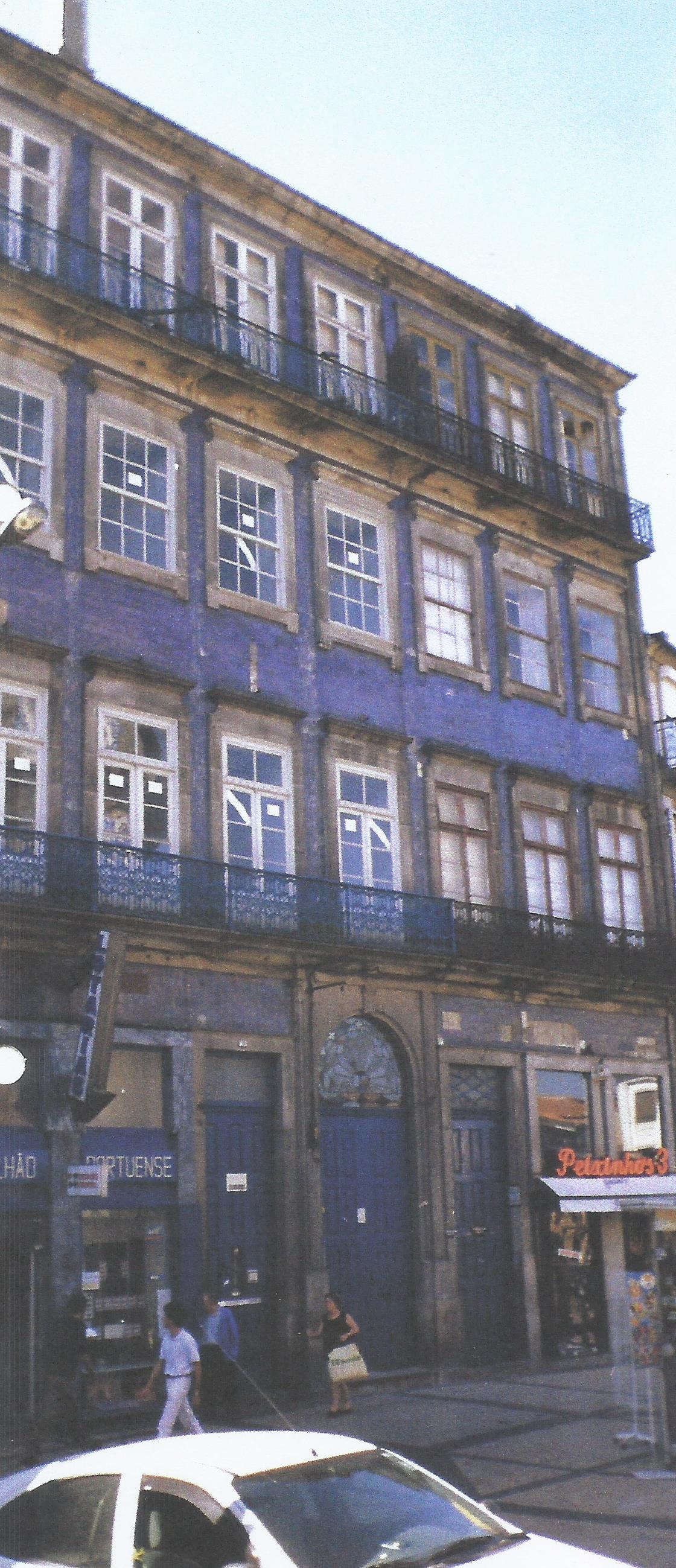
"Casa Grande" — casa, no Porto, onde residiu o Barão de Nova Sintra